# Eu (digramme)
Cette page contient des caractères spéciaux ou non latins. S’ils s’affichent mal (▯, ?, etc.), consultez la page d’aide Unicode.
Pour les articles homonymes, voir EU.
Eu (minuscule eu) est un digramme de l'alphabet latin composé d'un E et d'un U.

## Linguistique
- En français, le digramme "eu" représente le phonème [ø] sauf dans certaines formes conjuguées du verbe avoir où il est prononcé [y].
- En néerlandais et en breton, il représente [ø].
- En allemand, il représente [ɔʏ].

## Représentation informatique
Comme la majorité des digrammes, il n'existe aucun encodage de Eu sous un seul signe, il est toujours réalisé en accolant un E et un U.